# BH Tennis Open International Cup 2001
Il BH Tennis Open International Cup 2001 è stato un torneo di tennis facente parte della categoria ATP Challenger Series nell'ambito dell'ATP Challenger Series 2001. Il torneo si è giocato a Belo Horizonte in Brasile dal 30 luglio al 5 agosto 2001 su campi in cemento.

## Vincitori

### Singolare
Eric Taino ha battuto in finale  Flávio Saretta con il punteggio di 5–7, 6–1, 6–2

### Doppio
Dejan Petrović /  Andy Ram hanno battuto in finale  Barry Cowan /  Eric Taino con il punteggio di 6–3, 6–4